# Andrés de la Cruz
Andrés de la Cruz Torres (Madrid, 20 de junio de 1986) es un actor de televisión y cine y cantante español, más conocido por interpretar a Boliche en la serie de Telecinco Los Serrano.
Formó parte del grupo con musical juvenil SJK durante toda la vida del mismo, junto con tres de sus compañeros en el reparto de dicha serie: Natalia Sánchez, Víctor Elías y Adrián Rodríguez.

## Filmografía

### Televisión
Como actor de televisión ha realizado papeles en las siguientes series:
- Raquel busca su sitio (2000) en TVE.
- Los Serrano (2003-2008) en Telecinco.

### Cine
- La Comunidad (2000)
- El cielo abierto (2000)
- El viaje de Carol (2002)

## Discografía
- Santa Justa Klan (2005).
- D.P.M. (2006).